# Дарлинг (река)
Дарлинг (на английски: Darling River) е река в югоизточната част на Австралия, протичаща през щата Нов Южен Уелс, десен приток на Мъри. Дължината ѝ е 1472 km (3-та по дължина в Австралия, след Мъри и Марамбиджи. Заедно с лявата съставяща я река Баруон и нейните съставящи я реки Макинтайр и Думерик дължината ѝ става 2740 km, което я прави най-дългата река в Австралия. Площта на водосборният ѝ басейн възлиза на 609 283 km² (57,4% от водосборния басейн на Мъри.

## Извор, течение, устие
Река Дарлинг се образува на 114 m н.в. от сливането на двете съставящи я реки Баруон (735 km, лява съставяща) и Калгоа (489 km, дясна съставяща), на 40 km североизточно от град Бърк (в северната част на щата Нов Южен Уелс). Река Баруон се образува от сливането на реките Гуайдир (488 km, лява съставяща) и Макинтайр (319 km, дясна съставяща). Река Макинтайр от своя страна се образува от сливането на реките Макинтош (лява съставяща) и Думерик (214 km, дясна съставяща). Последната води началото си от западния склон на хребета Ню Ингланд, съставна част на Голямата вододелна планина, на 28°55′27″ ю. ш. 151°54′38″ и. д. / 28.924167° ю. ш. 151.910556° и. д., в североизточната част на щата Нов Южен Уелс. След образуването си река Дарлинг в горното и средното си течение има югозападна посока, а в долното – южна. В началото тече през саванни ландшафти, а от езерото Менинди до устието си – през полупустинни райони. По цялото си протежение има много бавно и спокойно течение, поради много малката денивелация от образуването до устието си, която е едва 77 m, което прави 0,5 sm/km. Влива се отдясно в река Мъри, на 37 m н.в., при град Уентуърт, в югозападната част на щата Нов Южен Уелс.

## Притоци, хидрология, стопанско значение
Основните притоци на река Дарлинг са: леви – Баруон (735 km), Боган (617 km); десни – Калгоа (489 km), Уорего (1380 km), Пару (1210 km). Подхранването ѝ е предимно дъждовно. През пролетта и лятото (в периода на дъждовете) нивото на водите ѝ силно се покачва и на места колебанията на нивото ѝ достигат 6 – 8 m. През сухия сезон в долното си течение, в полупустинните райони, пресъхва и се разпада на отделни езерни участъци. Среден годишен отток 57 m³/s. Част от водите ѝ в горното и средното течение се използват за напояване, а друга голяма част се изпарява и инфилтрира в песъчливите полупустинни почви.

## Историческа справка
През януари 1828 г. видният изследовател на Австралия Чарлз Стърт, заедно с Хамилтън Хюм се спускат по река Боган и в нейното устие
откриват най-горното течение на река Дарлинг. Те наименуват новооткритата река в чест на тогавашния (1825 – 1831) губернатор на Нов Южен Уелс сър Ралф Дарлинг (1772 – 1858). През 1835 г. друг виден австралийски изследовател Томас Мичъл проследява цялото ѝ течение, от устието на Боган до вливането ѝ в Мъри.